# ISO 3166-2:UA
ISO 3166-2:UA è uno standard ISO che definisce i codici geografici delle suddivisioni dell'Ucraina; è un sottogruppo dello standard ISO 3166-2.
I codici coprono 24 regioni (oblast'), due città e una repubblica autonoma; sono formati da UA- (sigla ISO 3166-1 alpha-2 dello Stato), seguito da due cifre.

## Codici

### Oblast'
| Codice | Oblast'          |
| ------ | ---------------- |
| UA-71  | Čerkasy          |
| UA-74  | Černihiv         |
| UA-77  | Černivci         |
| UA-12  | Dnipropetrovs'k  |
| UA-14  | Donec'k          |
| UA-26  | Ivano-Frankivs'k |
| UA-63  | Charkiv          |
| UA-65  | Cherson          |
| UA-68  | Chmel'nyc'kyj    |
| UA-35  | Kirovohrad       |
| UA-32  | Kiev             |
| UA-09  | Luhans'k         |
| UA-46  | Leopoli          |
| UA-48  | Mykolaïv         |
| UA-51  | Odessa           |
| UA-53  | Poltava          |
| UA-56  | Rivne            |
| UA-59  | Sumy             |
| UA-61  | Ternopil'        |
| UA-05  | Vinnycja         |
| UA-07  | Volinia          |
| UA-21  | Transcarpazia    |
| UA-23  | Zaporižžja       |
| UA-18  | Žytomyr          |

### Altre suddivisioni
| Codice | Suddivisione |
| ------ | ------------ |
| UA-43  | Crimea       |
| UA-30  | Kiev         |
| UA-40  | Sebastopoli  |